# إي دي إي

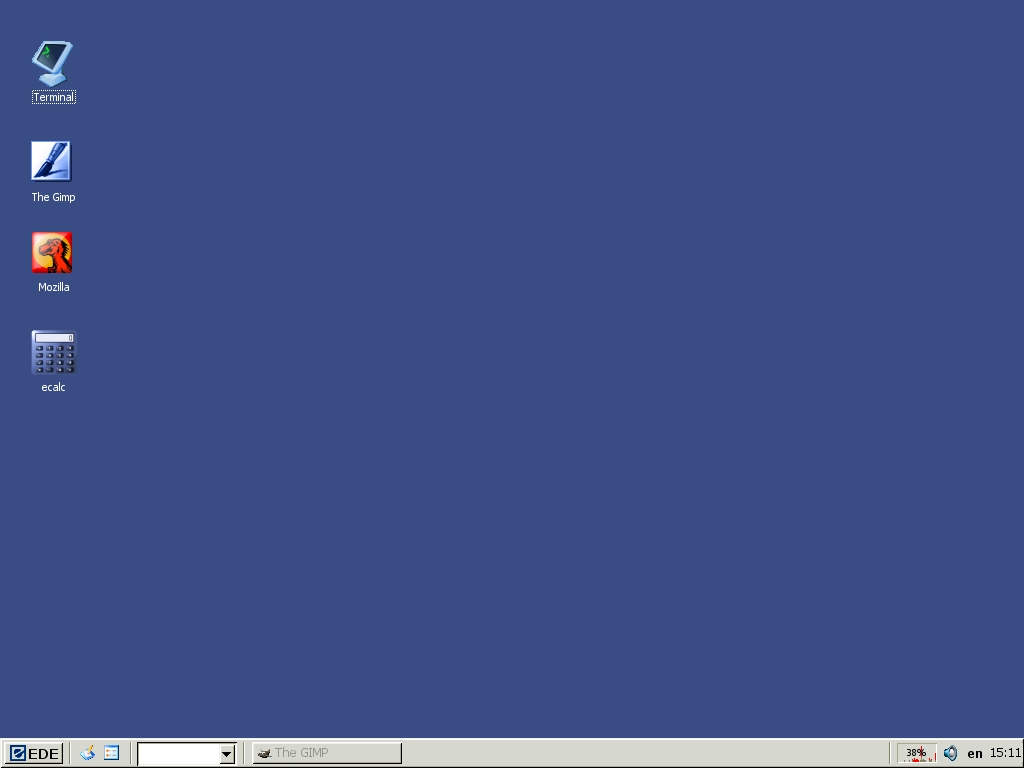

إي دي إي هي بيئة سطح مكتب صغيرة تسعى لكي تكون خفيفة وسريعة. النسخة السابقة 1x بنيت على نسخة معدلة من بيئة سطح المكتب إف إل تي كيه تدعى إي-إف إل تي كيه أما النسخة اللاحقة بنيت على بيئة إف إل تي كيه نفسها. بدا مشروع بناء الواجهة في العام 2000 على يد مارتن بيكار بمساعدة من أخرون. هذه البيئة ليست شعبية كبيئات سطح مكتب أخرى بين توزيعات لينكس المختلفة ومستخدمينها من أمثال جنوم وكيدي.